# احمد عبدالجبار
احمد عبدالجبار (عربی: احمد عبدالجبار؛ زادهٔ ۸ ژانویهٔ ۱۹۷۸) یک بازیکن فوتبال اهل عراق است.
از باشگاه‌هایی که در آن بازی کرده‌است می‌توان به باشگاه ورزشی الشمال، الزورا، الزورا، دهوک، بغداد، الزورا، الکرخ، و تیم ملی فوتبال عراق اشاره کرد.
وی همچنین در تیم ملی فوتبال تیم ملی فوتبال عراق بازی کرده است.